# 안드로메다자리 파이
안드로메다자리 파이(π And / π Andromedae)는 안드로메다자리의 분광쌍성이다. 지구에서 660 광년 떨어져 있다. 청백색 B형 주계열성으로 겉보기 등급은 +4.34 등급이고, 서로의 공전 주기는 143.6065 일이다.

## 참고 자료
- 안드로메다자리 파이의 사진